# Vértigo (programa de televisión)
Vértigo fue un programa de televisión chileno del tipo estelar, transmitido por Canal 13 y conducido en su última etapa por Martín Cárcamo y Diana Bolocco.
Nació en 2003 siendo conducido en sus inicios por Álvaro Salas y Luis Jara. A partir de 2006 el formato del programa cambia y se divide en 3 programas: Vértigo Extremo, Vértigo en la calle y Vértigo Estelar, este último realizado en el estudio y manteniendo el formato de las temporadas anteriores. La última temporada antes de su salida temporal de la pantalla (2008) se denominó Vértigo V/S, que consistió competencias entre hombres y mujeres.
El programa volvió el jueves 18 de octubre de 2012, con la animación de Diana Bolocco y Martín Cárcamo y la participación de Yerko Puchento, y tuvo como invitados a Manuel Neira, Nicole "Luli" Moreno, Valentina Roth, Juan Andrés Salfate, Paz Bascuñán y Arturo Longton. Este último ganó la primera noche. El primer episodio de la temporada 2012 promedio 25,1 puntos, quedando primer lugar en sintonía.
El programa finalizó el 28 de junio de 2018 de manera definitiva, ya que con la renuncia de Diana Bolocco y el despido del libretista Jorge López (guionista de Yerko Puchento) de Canal 13, se anunció que el programa no volverá a ser emitido.

## Formato
Cuando el proyecto apareció en 2003, el concepto del programa consistía en invitar semanalmente a cinco, seis o siete personajes de la farándula nacional. Generalmente, los invitados tienen algunos segundos para dar su discurso persuasivo al ingresar al estudio.
Durante los primeros minutos del programa, se entabla una amena conversación, para que cada uno de los participantes pueda explayarse frente a una audiencia que dará su veredicto a través de diversos canales de comunicación. Transcurrida esta actividad, se da a conocer el nombre del primer eliminado. Posteriormente, se sigue con alguna prueba con el objetivo de que el público se haga una opinión de cada panelista, por ejemplo La Faranduleta donde los famosos lanzan una ruleta que les indica lo que deben hacerle a uno de sus compañeros invitados, ya sea una cachetada, un beso o un lengüetazo. 
Así transcurre el programa, hasta que quedan sólo dos concursantes. Estos deben ir a una íntima entrevista realizada por los animadores, espacio denominado La Hora de la Verdad, donde se le formulan preguntas de su vida personal, incluso, algunos han llegado a emocionarse hasta las lágrimas, como Álvaro Ballero y Carolina Arregui. Una vez concluidas las entrevistas, se cierran las votaciones y se dan a conocer los resultados. El invitado ganador, suele ganarse un viaje a algún destino paradisíaco. En el último episodio de la temporada se invita a los ganadores de cada episodio para definir al ganador de la temporada.

## Evolución
En la cuarta temporada transmitida en el 2006, el show evolucionó a Vértigo Extremo. La idea básica del programa se mantenía, pero pasó a ser transmitido tres días a la semana. El primer día es el de Vértigo Extremo, emitido el lunes, luego es el turno de Vértigo en la Calle el martes y finalmente, Vértigo Estelar, el día jueves.

### Vértigo Extremo
Se elige a un grupo de siete famosos y se les obliga a trabajar en algún ámbito específico, por ejemplo, como funcionarios de un exclusivo hotel o de un hipódromo. Esta etapa dura dos días, durante los cuales se les asignan diferentes labores en parejas, que van cambiando todo el día. En el segundo día, el "jefe" que supervisó su desempeño, elegirá al concursante que peor lo hizo. Este primer nominado, deberá sortear alguna prueba frente al compañero que los propios concursantes escogerán. El perdedor abandona el juego. Los seis restantes, formarán las tres parejas que competirán en "Vértigo en la Calle". Uno de los momentos más críticos que vivió el programa fue el grave accidente que protagonizó el periodista Carlos Tejos en 2006, cuando en plena carrera hípica cayó de su caballo, situación que permitió que le descubriesen un tumor cerebral.
A partir de la temporada 2007, el experto supervisor también puede nombrar entre los participantes a un "mano derecha" que se encargará de hacer una supervisión del trabajo de sus propios compañeros. Dependiendo de su desempeño este puede ser reemplazado e incluso nominado para abandonar el grupo. Además para las instancias de nominación estas pueden no solo ocurrir por decisión del experto, sino también entre los propios compañeros. Otra instancia nueva es la elección del "mejor chupamedias", tras una actuación que cada concursante realiza ante el experto.

### Vértigo en la Calle
Los seis famosos que siguen en carrera son separados en tres parejas. Estas duplas son llevadas a algún lugar de la ciudad. Mientras van en la limusina, se les informa la primera de varias actividades que deberán realizar en la vía pública, con la ayuda de los transeúntes. Los ganadores serán quienes lleguen primero de vuelta a la limusina. Estos ganarán una tarjeta válida por $500.000 para realizar compras en una tienda/supermercado específicamente. La misma tarjeta será otorgada a aquella institución benéfica que la pareja de concursantes quiso representar. Además, obtendrán la inmunidad durante la primera ronda de eliminación en "Vértigo Estelar", o sea, ni sus compañeros, ni el público podrán votar contra la dupla vencedora.

### Vértigo Estelar
Esta etapa es idéntica al original Vértigo, donde los concursantes se reúnen en el estudio del programa, usualmente con ropa formal, a esperar la decisión del público.

## Conductores
- Luis Jara (2003-2008)
- Álvaro Salas (2003-2007)
- Raquel Argandoña (2008)
- Diana Bolocco (2012-2018)
- Martín Cárcamo (2012-2018)
- Cecilia Bolocco (2015)

## Eliminaciones excepcionales
Existen instancias en que la eliminación de los personajes sale de la norma. A veces, deben eliminarse entre ellos mismos. En otras ocasiones, se le da tribuna a aquel concursante eliminado en "Vértigo Extremo" para que escoja dos nominados y que el público elija después entre ellos. Otras veces, se hace pasar al estudio a todos los invitados que fueron eliminados primeramente, para que decidan quién debe marcharse.

## Capítulos

### Temporada 2003
Héctor Noguera, Cristián Campos, Patricia Maldonado, Rosa Ramírez, María Elena Swett, Graciela Alfano, Vivi Kreutzberger, Paulina Nin de Cardona, Raquel Argandoña, Eliseo Salazar, Ernesto Belloni, Alfredo Lamadrid, Lorene Prieto, Juan Falcón, Daniela Campos, Florencia Peña, Janis Pope, Oscar Garcés, Carla Ballero, Faustino Asprilla, Mauricio Pinilla, Nicolás Massú,  Álvaro Ballero, Geraldo del Lago, Nelson Avila, Savka Pollak, Gonzalo Valenzuela, Mariana Loyola, Douglas, Juan Carlos Valdivia, Andrea Tessa entre otros fueron los invitados de esta temporada.

### Temporada 2004
Sigrid Alegría, Pamela Jiles, Silvina Luna, Carolina "Pampita" Ardohaín, Jorge Zabaleta, Gonzalo Valenzuela, Javiera Contador, Paulina Nin de Cardona, Giancarlo Petaccia, Felipe Avello, Kike Neira, Eduardo Cruz-Johnson, Julio Videla, Sarita Vásquez, Nelson Acosta, Eva Gómez, Sandy, Paul Vasquez, Maluco, Pepe Guixe, Zulma  entre otros fueron los invitados de esta temporada.

### Temporada 2005
Carolina Arregui, Katherine Salosny, Silvina Luna, Pamela Díaz, José Alfredo Fuentes, Savka Pollak, Jennifer Warner, Luis Gnecco, Jordi Castell, Yamna Lobos, Cathy Barriga, Marisela Santibañez, Felo, Fernanda "Titi" García-Huidobro, Gonzalo Egas, Javier Estrada, Roberto Rojas, Sandra O'Ryan, entre otros fueron los invitados de esta temporada.

### Temporada 2006
| Emisión    | Localización                                    | Participantes |
| ---------- | ----------------------------------------------- | --- |
| 17/04/2006 | Hotel Grand Hyatt Santiago                      | Viviana Nunes, Paul Vásquez, Pablo Mackenna, Arturo Longton, Soledad Pérez, Lola Melnick y Rodrigo Rubio.                              |
| 24/04/2006 | Zoológico Buin Zoo                              | Marisela Santibáñez, Felipe Avello, Patricia Larraín, DJ Méndez, Paulina Nin de Cardona, Belén Hidalgo y Felo.                         |
| 01/05/2006 | 4.° Compañía de Bomberos de Ñuñoa               | Raquel Argandoña, Claudia Miranda, Daniel "Huevo" Fuenzalida, Cathy Barriga, Felipe Izquierdo, Gigi Martin y Álvaro Ballero.           |
| 08/05/2006 | Supermercado Jumbo                              | Claudio Reyes, Patricia Maldonado, Gabriele Benni, Eli de Caso, Pamela Díaz, Patricio Laguna y Mey Santamaría.                         |
| 15/05/2006 | Club Hípico de Santiago                         | Carlos Tejos (R), Pamela Jiles, Miguel Piñera, Savka Pollak, Carlos Caszely, Yuyuniz Navas y Patricio Torres.                          |
| 22/05/2006 | Banquetería Russo                               | Miguelo, Carla Ochoa, Emeterio Ureta, Renata Bravo, Javier Olivares, Álvaro Casanova y Daniella Campos.                                |
| 29/05/2006 | Viña Casa Silva                                 | Victoria Lissidini, Daniel "Bombo" Fica, Rodolfo Navech, Marcela Osorio, Denisse Malebrán, "El Kiwi" y Pablo Ruiz.                     |
| 05/06/2006 | Municipalidad de Viña del Mar                   | Nelson Mauricio Pacheco, Antonio Vodanovic, Gabriel "Coca" Mendoza, Alejandra Herrera, Carolina Oliva, Irene Llano y Fernando Alarcón. |
| 12/06/2006 | Mina El Teniente - Termas de Cauquenes (visita) | Gonzalo Egas (R), "Florcita Motuda", Ignacio Gutiérrez, Lissette Sierra, Natalia Cuevas, Lorene Prieto y Eduardo Cruz-Johnson.         |
| 19/06/2006 | Empresa de los Ferrocarriles del Estado (EFE)   | Sandra O'Ryan, María Eugenia Larraín, "Turrón", Mauricio Pinilla, María José López, Eduardo Fuentes y Alejandro Chávez.                |
| 26/06/2006 | Colegio Pumahue, Peñalolén                      | Hotuiti Teao, Carla Ballero, Denisse, Roberto Dueñas, Peter Rock, Daniela Bonvallet y Arturo Ruiz-Tagle.                               |
| 03/07/2006 | Valle Nevado                                    | Soledad Pérez, Emeterio Ureta, Belén Hidalgo, Felipe Izquierdo, Irene Llano, Gabriele Benni y Carlos Tejos.                            |
| 10/07/2006 | Diario El Mercurio                              | Viviana Nunes, Patricia Maldonado, Miguel Piñera, Eduardo Cruz-Johnson, Raquel Argandoña, Paul Vásquez y Felipe Avello.                |

### Temporada 2007
| Emisión                     | Sintonía        | Localización                                              | Participantes |
| --------------------------- | --------------- | --------------------------------------------------------- | --- |
| E: 09/07/2007               | E: 22.5         | E: Humberstone C: Iquique                                 | Óscar "Lolo" Peña, Álvaro Ballero (R), María Eugenia Larraín, Juvenal Olmos, Rosita Parsons, Viví Rodrígues y "Willy Sabor".                                  |
| C: 18/07/2007 E: 19/07/2007 | C: 19.7 E: 17.7 | E: Tenaún, Chiloé C: Puerto Varas                         | Roberto Dueñas, Pilar Cox, René Naranjo, Adriana Barrientos (R), Paulo Iglesias, Jeannette Moenne-Loccoz y Ronny Munizaga.                                    |
| C: 25/07/2007 E: 26/07/2007 | C: 19.8 E: 21.5 | C: Valdivia E: Cecinas Llanquihue, Llanquihue             | Juan Cristóbal Foxley, Francesca "Blanquita Nieves" Cigna, José Alfredo Fuentes, Daniel "Bombo" Fica, Cristina Tocco, Fabrizio Vasconcelos y Catalina Telias. |
| E: 30/07/2007 C: 01/08/2007 | E: 17.0 C: 18.1 | E: Construcción, La Florida C: Maipú                      | Arturo Longton, Francisca García-Huidobro, Macarena Ramis, Sebastián Ferrer, Dino Gordillo, Ana María Gazmuri y María Isabel "Chabe" Indo.                    |
| E: 06/08/2007 C: 08/08/2007 | E: 17.2 C: s/i  | E: Laguna San Rafael C: Puerto Montt                      | Paulina Nin de Cardona, Miguelo, Mauricio Flores, Romina Salazar, Horacio de la Peña, María Jimena Pereyra y Claudio Moreno.                                  |
| E: 13/08/2007 C: 15/08/2007 | E: 21.0 C: 19.2 | E: Escuela de Investigaciones, Stgo. C: Santiago Centro   | Douglas, Renata Bravo, Lorena Capetillo, Paulina Magnere, Fabián Estay, Carla Ballero y Pedro Lladser.                                                        |
| E: 20/08/2007 C: 22/08/2007 | E: 16.3 C: s/i  | E: El Colorado C: Rancagua                                | Patricio Torres, Carla Ochoa, Ignacio Kliche, Julio Videla, Krishna Navas, Ana Sol Romero, Marisela Santibáñez.                                               |
| E: 27/08/2007 C: 29/08/2007 | E: 16.4 C: s/i  | E: Fantasilandia C: Providencia                           | Katherine Salosny, Domingo "Tío Memo" Sandoval, Soledad Pérez, Pancho Puelma, José "Pepe Yeruba" Pizarro, Francesca Francese y Fernando Alarcón.              |
| E: 03/09/2007 C: 05/09/2007 | E: 19.2 C: s/i  | E: Costa C: Valparaíso                                    | Paul Vásquez, Janis Pope, Patricio Laguna, Teresita Reyes, Javier Margas, Belén Hidalgo y Juan Pablo Sáez.                                                    |
| E: 10/09/2007 C: 12/09/2007 | E: 17.3 C: 16.2 | E: Restaurant Coco Pacheco C: Santiago Centro             | Fernando Godoy, Lola Melnick, Felipe Avello, Jorge Gajardo, Katty Kowaleczko, Leo Caprile y Nicole Perrot.                                                    |
| E: 24/09/2007 C: 26/09/2007 | E: 17.2 C: s/i  | E: Hogar de Cristo C: Viña del Mar                        | Eli de Caso, Pablo Cerda, Viviana Nunes, Felipe Izquierdo, Gabriel "Coca" Mendoza, Fernanda Hansen y Luis Dimas.                                              |
| E: 01/10/2007 C: 03/10/2007 | E: 15.8 C: s/i  | E: Viña Cardoen, Santa Cruz C: Santiago Centro (nocturno) | Daniella Campos, Alejandra Herrera, Remigio Remedy, Eduardo Cruz-Johnson, Daniel "Bombo Fica", Alejandro Chávez y Cathy Barriga.                              |

Claves: E= Vértigo Extremo (lunes), C= Vértigo en la Calle (miércoles), E= Vértigo Estelar, Negrita= Ganador, (R)= Retirado

### Temporada 2008 (Vértigo V/S)
En esta versión fue cambiado el nombre por Vértigo V/S, conducido por el mismísimo Jara y Raquel Argandoña, en reemplazo de Álvaro Salas, que emigró a TVN. Este programa consistía en la guerra de los sexos. La temporada inició el 17 de abril de 2008 con un índice de audiencia de 23.8 puntos.

### Temporada 2012
En 2012, y tras 4 años de estar fuera de pantalla, el estelar volvió en su formato clásico, esta vez conducido por Martín Cárcamo y Diana Bolocco, con la participación de Yerko Puchento. En un principio se habló de la conducción de Sergio Lagos, sin embargo, no se concretó. Cabe destacar que ninguno de sus ex-animadores se encuentran en la exestación católica. Su estreno fue el 18 de octubre de aquel año.

### Temporada 2013
Tras el éxito de la temporada anterior, el programa volvió en su temporada 2013 conducido por los mismos anteriores, Diana Bolocco y Martín Cárcamo, repitiendo el éxito de sintonía y siendo líder en su horario de emisión.

### Temporada 2014
La temporada 2014 fue la más corta de todo el programa, contando solo con 1 capítulo, en el que se invitó al elenco protagónico de la teleserie Mamá mechona. Fue emitido el 2 de marzo de 2014.

### Temporada 2015
La nueva temporada de Vértigo, llamada Vértigo, sin miedo a la verdad, también fue conducido por Diana Bolocco y Martín Cárcamo, más la participación de Yerko Puchento. Fue estrenado el 5 de marzo de 2015. A partir del 23 de abril de 2015, Diana Bolocco deja el programa producto del nacimiento de su hija por lo cual la conducción del programa queda a cargo de su hermana Cecilia Bolocco junto a Cárcamo.

### Temporada 2016
Esta temporada de Vértigo llamada Vértigo, nada que esconder, es conducida nuevamente por Diana Bolocco y Martín Cárcamo, y la participación humorística de Yerko Puchento. Se estrenó el 7 de abril de 2016.

### Temporada 2017
Esta temporada de Vértigo llamado #JuevesdeVerdad, es conducida nuevamente por Diana Bolocco y Martín Cárcamo, y la participación humorística de Yerko Puchento. Se estrenó el 30 de marzo de 2017.

### Temporada 2018
La última temporada de Vértigo fue llamada La verdad siempre gana, fue conducida nuevamente por Diana Bolocco y Martín Cárcamo, y la participación humorística de Yerko Puchento. Se estrenó el 8 de marzo de 2018 y finalizó el 28 de junio de 2018.
Luego del término de esta temporada también se reestrenó Vértigo en la calle, con un formato similar al anterior, con la diferencia de que solamente se ayudaba a una fundación. Su estreno fue el 26 de julio de 2018, animado solo por Diana Bolocco, y con solamente cuatro capítulos.

## Humor
Existe un personaje que le da el toque de humor a cada emisión de Vértigo. Personificado por el actor Daniel Alcaíno, Yerko Puchento es una caricatura amanerada del "opinológo" (término utilizado en los medios de comunicación chilenos, para referirse a aquellas personas que opinan de farándula sin ser periodistas) por excelencia.
Apareció por primera vez en el programa estelar El lunes... sin falta en el año 2001. Está inspirado en Carlos Tejos, destacado periodista titulado en la Pontificia Universidad Católica de Chile, y quien inició el periodismo de farándula en la televisión chilena, específicamente en el programa Buenos días a todos en 1995, cuando también era editor de la revista Cosas. 
De Carlos Tejos, Yerko Puchento copió algunas expresiones: somos el único medio (que tiene esta información), apolíneo, toda vez que, otrora, etc. También el estilo: lentes ópticos de gruesos marcos, patillas largas y cejas de gran volumen. Pero es la ironía y honestidad de Yerko Puchento, su dominio del lenguaje y su patrimonio léxico, algo que se le valora a Tejos, lo que ha llevado a este personaje al éxito. Su esencia está en "decirle a los famosos lo que el público común piensa acerca de ellos". Por ejemplo, se ha burlado de Mónica Aguirre y Daniela Bonvallet por sus gigantescos labios colagenados, a los hermanos Álvaro y Carla Ballero les ha dicho que no tienen talento y a Paulina Nin la ha mandado a internarse en algún hospital siquiátrico. Además, Yerko Puchento analiza la contingencia nacional en cada rutina, refiriéndose siempre a la política chilena en duros términos en sus rutinas de humor.

## Censura
Han existido algunos episodios de censura por parte de Canal 13 al estelar. En el capítulo del jueves 26 de mayo de 2005, la rutina de Yerko Puchento fue "objetada" por las autoridades del canal. Cada semana y antes de hacer su presentación, su libreto es revisado por la producción del espacio, pero esta vez se consideró que en el guion había elementos que no concordaban con las orientaciones editoriales del canal, por lo que no pudo salir al aire esa semana.
Durante la temporada 2007 del programa, se pidió a la modelo del espacio, Rocío Marengo, que no realizara su popular "baile del koala", canción que implica un salto de la mujer a la pelvis del hombre, realizando movimientos de cintura sobre él.